# PCI-X

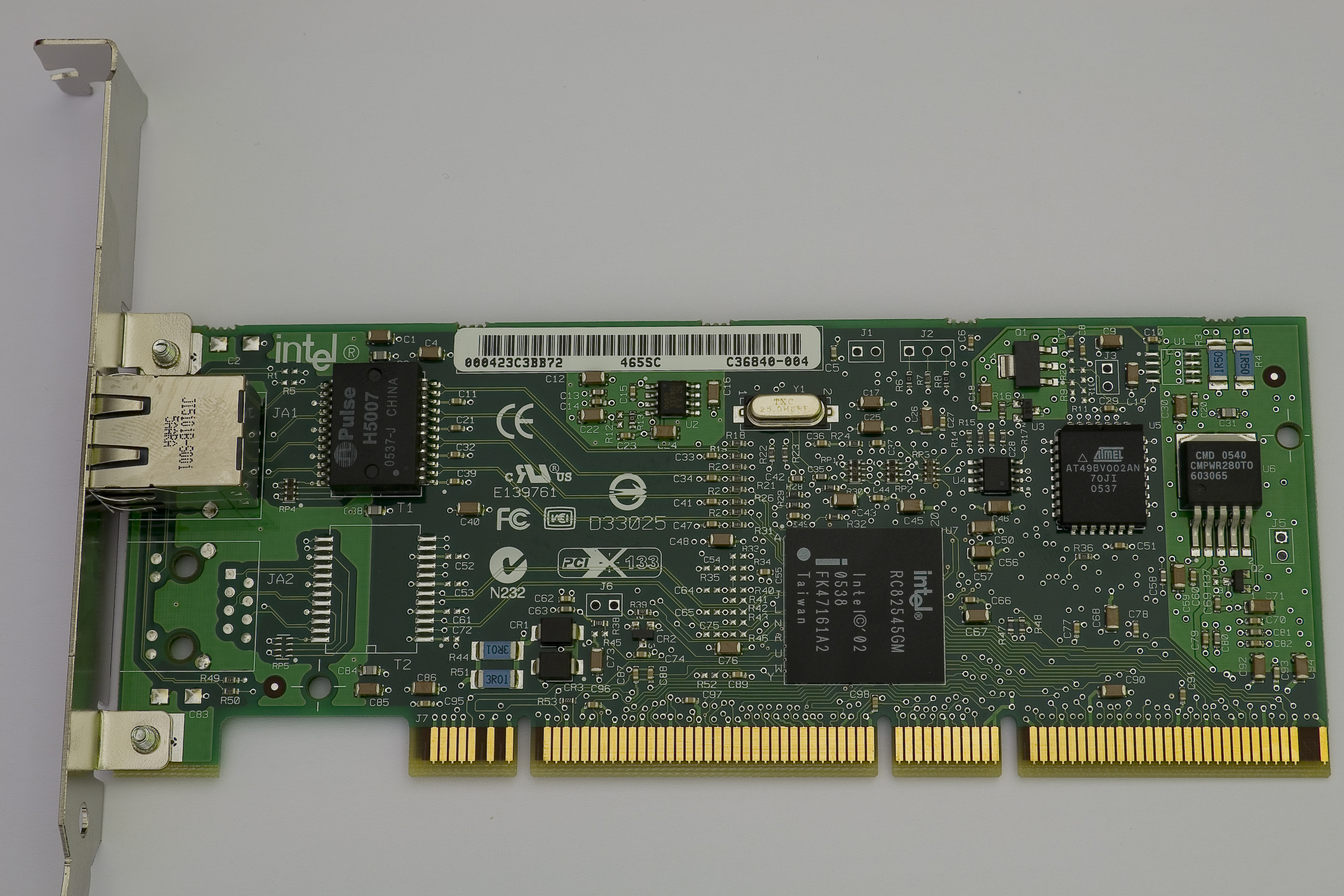
Scheda con attacco PCI X

Il PCI-X è un'interfaccia sviluppata per collegare al computer le più svariate periferiche, presentata nel settembre del 1999 dallo stesso consorzio che nel 1992 predispose il protocollo PCI.

## Storia
Il progetto del PCI X è nato dalla necessità di sviluppare un successore del bus PCI che sopperendo alle sue mancanze permettesse, nel contempo, di conservare il patrimonio di lavoro e di conoscenze sviluppato su di esso.
Quando fu presentata l'interfaccia PCI X 66 questa operava  con una larghezza di banda di oltre 266MBytes/s nell'implementazione a 32 bit e 533MBytes/s nell'implementazione a 64 bit. 
La PCI X 2.0, evoluzione del PCI X, fu presentata dal PCI SIG (la commissione responsabile di stabilire gli standard dell'interfaccia PCI) nel 2002.

## Caratteristiche
Opera con il bus PCI X 133 a 64 bit con una larghezza di banda superiore ai 4GBytes/s per singolo canale consentendo di gestire volumi di dati davvero impressionanti, senza contare gli algoritmi per la gestione degli errori.
Inoltre il PCI X non offre solo una maggiore capacità di trasmissione, ma lo fa anche in maniera più efficiente, difatti il tempo di latenza, ovvero il tempo necessario al bus per raggiungere la sua piena capacità di trasmissione, è stato ridotto della metà.
Lo slot PCI-X è retrocompatibile con le schede basate sullo standard PCI 2.x o superiore, perciò una scheda PCI può essere inserita in uno slot PCI-X.